# Relations entre la Suisse et l'OTAN
Les relations entre la Suisse et l'OTAN ont débuté officiellement en 1996 mais remontent officieusement à la Guerre froide.

## Histoire

### Guerre froide
Après deux guerres mondiales dont la Suisse est sortie indemne, la neutralité jouit d'une forte popularité. Aussi une adhésion à l'Organisation du traité de l'Atlantique nord (OTAN) est exclue, même si l'existence de l'organisation renforce à elle seule la sécurité de la Suisse. Celle-ci ne coopère militairement qu'avec l'Occident, avant tout le Royaume-Uni, puis la France et les États-Unis, mais cette coopération se limite à un commerce, d'ailleurs substantiel, d'armes, la collaboration avec l'OTAN se cantonnant à la formation.
En 1952, la conjonction d'intérêts entre la Suisse et l'OTAN face au Pacte de Varsovie conduit, dans un cadre informel et non contraignant, à une meilleure coordination des plans d'opérations en cas de guerre. Il ne pouvait cependant être question d'arrangements opérationnels à caractère obligatoire, surtout pour des actions au-delà du territoire suisse, même s'ils correspondaient à la conception, adoptée en 1958 et 1960, d'une défense aérienne offensive qui prévoyait aussi des engagements contre des objectifs lointains.
En déposant en 1952 une requête (qui sera repoussée) en vue d'obtenir des garanties pour son approvisionnement en cas de guerre, la Suisse amène l'OTAN à élaborer une position de principe à son égard. L'organisation appelle alors ses membres à intensifier leurs relations avec Berne par voie bilatérale. Pendant la guerre froide, ce bilatéralisme se manifeste avant tout dans la coopération en matière d'armement et d'instruction. D'autres contacts ne sont connus qu'entre l'organisation secrète de résistance P-26 et les forces spéciales britanniques, dans les années 1980.

### Après la Guerre froide
En décembre 1993, le Conseil fédéral autorise des avions AWACS à survoler l'espace aérien suisse pour leur permettre de se rendre de l'Allemagne à la Bosnie. En 1995, pendant la guerre de Bosnie-Herzégovine, la Suisse ouvre son espace aérien ainsi que ses réseaux ferroviaire et routier à la Force de mise en œuvre (IFOR), dirigée par l'OTAN, chargée de l'application des aspects militaires des Accords de Dayton.
En 1996, la Suisse adhère au Partenariat pour la paix et l'année suivante au Conseil de partenariat euro-atlantique. Cette adhésion lui permet de soutenir largement la politique de prévention et de résolution des conflits sur laquelle l'OTAN entend mettre l'accent après la guerre froide. Depuis 1999, la Suisse participe à des opérations de maintien de la paix menées par l'OTAN, en particulier à la Force de maintien de la paix au Kosovo (KFOR) en mettant à disposition du personnel (contingent de l'armée suisse baptisé Swisscoy). À la fin de l'année 1999, l'armée suisse décide d'introduire l'apprentissage de la langue anglaise auprès des officiers appelés à participer à des opérations de maintien de la paix en lien avec l'OTAN en plus d'un alignement des procédures de commandement sur celles de l'OTAN.

### Depuis les années 2000
En 2003, dans le cadre de la guerre d'Afghanistan, l'Assemblée fédérale approuve l'envoi de quatre officiers d'état-major au sein de la Force internationale d'assistance et de sécurité mais en 2007 l'armée suisse se retire du conflit. Ce retrait, contrariant l'OTAN qui peine à renouveler son effectif sur place, est motivé par le fait que les opérations de maintien de la paix ne sont plus possibles dans certaines provinces du pays.
En 2020, la Suisse signe un accord avec l’OTAN pour renforcer la collaboration internationale dans le domaine militaire[réf. non conforme]. En 2022, à la suite de l'invasion de l'Ukraine par la Russie, les deux entités s'accordent sur un rapprochement concernant des exercices communs supplémentaires,, (par ex. participation à un exercice de gestion de crise de l’OTAN en 2025). En avril de la même année, un sondage montrait que 56 % de la population suisse se dit favorable à une collaboration plus étroite avec l'Alliance atlantique.
En 2024, un rapport plaide pour un rapprochement significatif avec l'OTAN, en collaborant plus activement avec les structures de sécurité alliées à travers une participation de soldats suisses à des manœuvres communes de l’Alliance. Des sondages montrent que l'opinion publique penche également pour un rapprochement plus fort sans pour autant remettre en cause le principe de neutralité,. La même année, l’Organisation du traité de l’Atlantique Nord ouvre un bureau de liaison à Genève,.
En 2025, la Suisse rejoint le projet de mobilité militaire de l'UE en lien avec les partenaires de l'OTAN,. Au printemps de la même année, la Suisse participe à un exercice de gestion de crise de l’OTAN.